# In Your Eyes
In Your Eyes (укр. У твоїх очах) — пісня авторства Джиммі Уолша (Jimmy Walsh), що виконана співачкою Нівою Каваною та перемогла на конкурсі пісні Євробачення-1993 зі 187 балами. Це була друга поспіль (з трьох в серії) перемога Ірландії на цьому конкурсі.
Пісня — про те, як дівчина після самотності знайшла своє кохання, небо в руках улюбленого, і як це її змінило.
In Your Eyes очолювала хіт-парад Irish Singles Chart в 1993, і досягла 24 місця в британському UK Singles Chart (5 тижнів в чарті).